# Comunicaciones de Islandia
Comunicaciones de Islandia: el sistema de comunicaciones islandés es comparable al de cualquier país avanzado. La cantidad de teléfonos móviles per cápita es similar a Finlandia, ubicándola en uno de los principales países.
Teléfonos de línea en uso: 196.984 (2001)

Teléfonos móviles: 248.131 (2001)

Estaciones de radio: 3 AM, cerca de 70 FM (incluyendo a las repetidoras), 1 de onda corta (1998)

Radios: 260.000 (1997)

Estaciones de televisión: 14 (más 156 repetidoras de baja energía).

Televisores: 98.000 (1997)

Proveedores de Internet: 20 (2001)

Usuarios de Internet: 220.000 (2002)